# فيليب كيم
فيليب كيم (هانغل: 김필립) هو فيزيائي كوري جنوبي، ولد في 1967.